# Pòlder

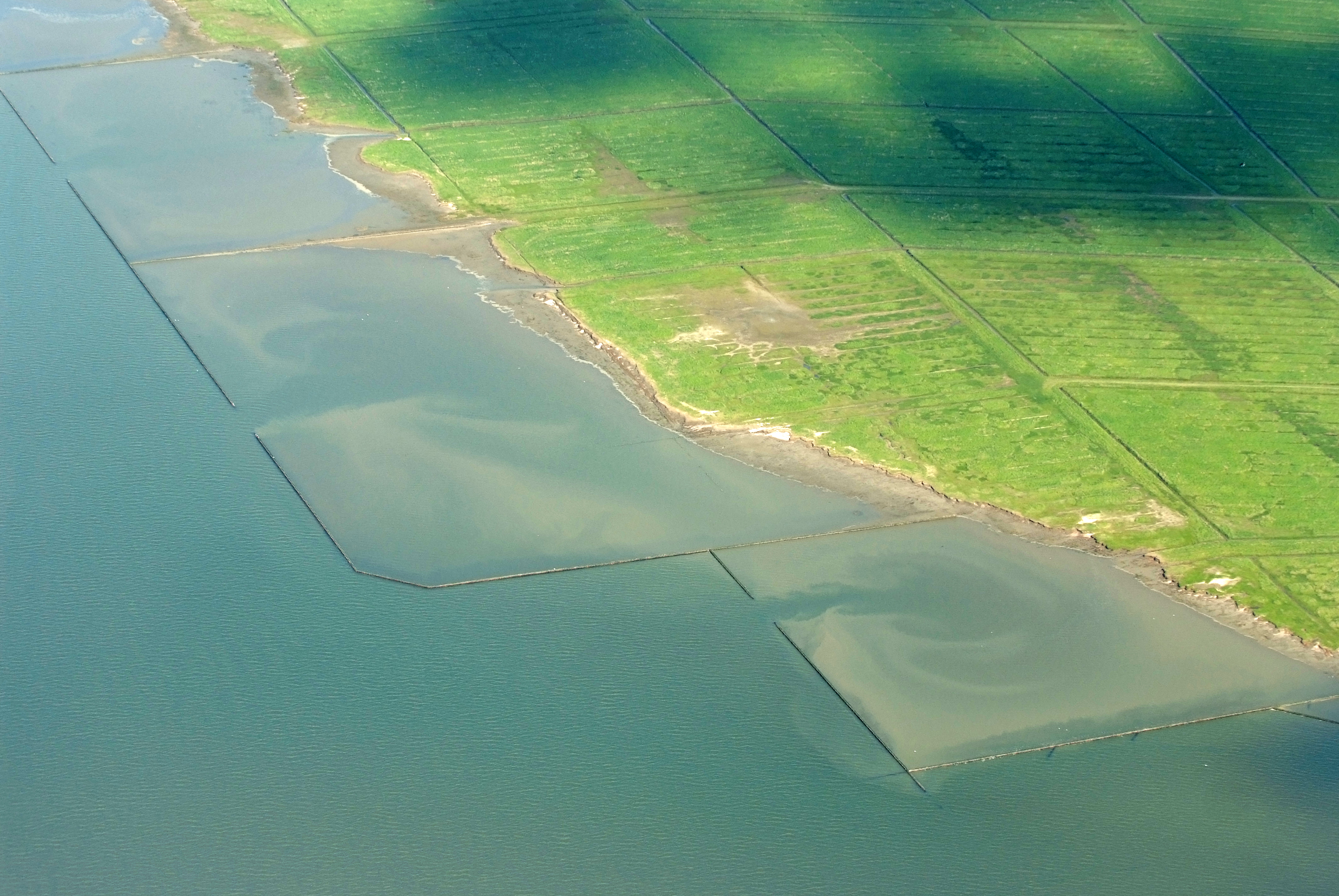
Pòlder a Neßmersiel (Alemanya), maig 2012

Un pòlder és un terreny guanyat al mar o als schorres i convertit en terra de pastura o de conreu per un sistema de desaiguament, amb rescloses de desguàs o amb molins.
Al marge dels canals de desguàs sovint es plantaven salzes coronadissos que a més del seu paper econòmic fixaven la ribera amb les seves arrels. Des de la fi del segle xix els molins van reemplaçar-se per estacions de bombatge elèctriques. En perdre el seu paper, molts molins es van enderrocar o transformar en llocs per a viure-hi. Des dels anys cinquanta del segle passat existeixen moviments de conservació dels molins. A Schermerhorn (Països Baixos) es troba un museu amb molins que funcionen com abans. Igualment, van desaparèixer els salzes coronadissos.

## Etimologia
La paraula neerlandesa polder deriva successivament del neerlandès mitjà polre, del neerlandès antic polra, i en definitiva de pol-, un tros de terra elevat sobre el seu entorn, amb el sufix augmentatiu -er i epentètic -d-. La paraula ha estat adoptada en trenta-sis idiomes.

## Pòlders al comtat de Flandes

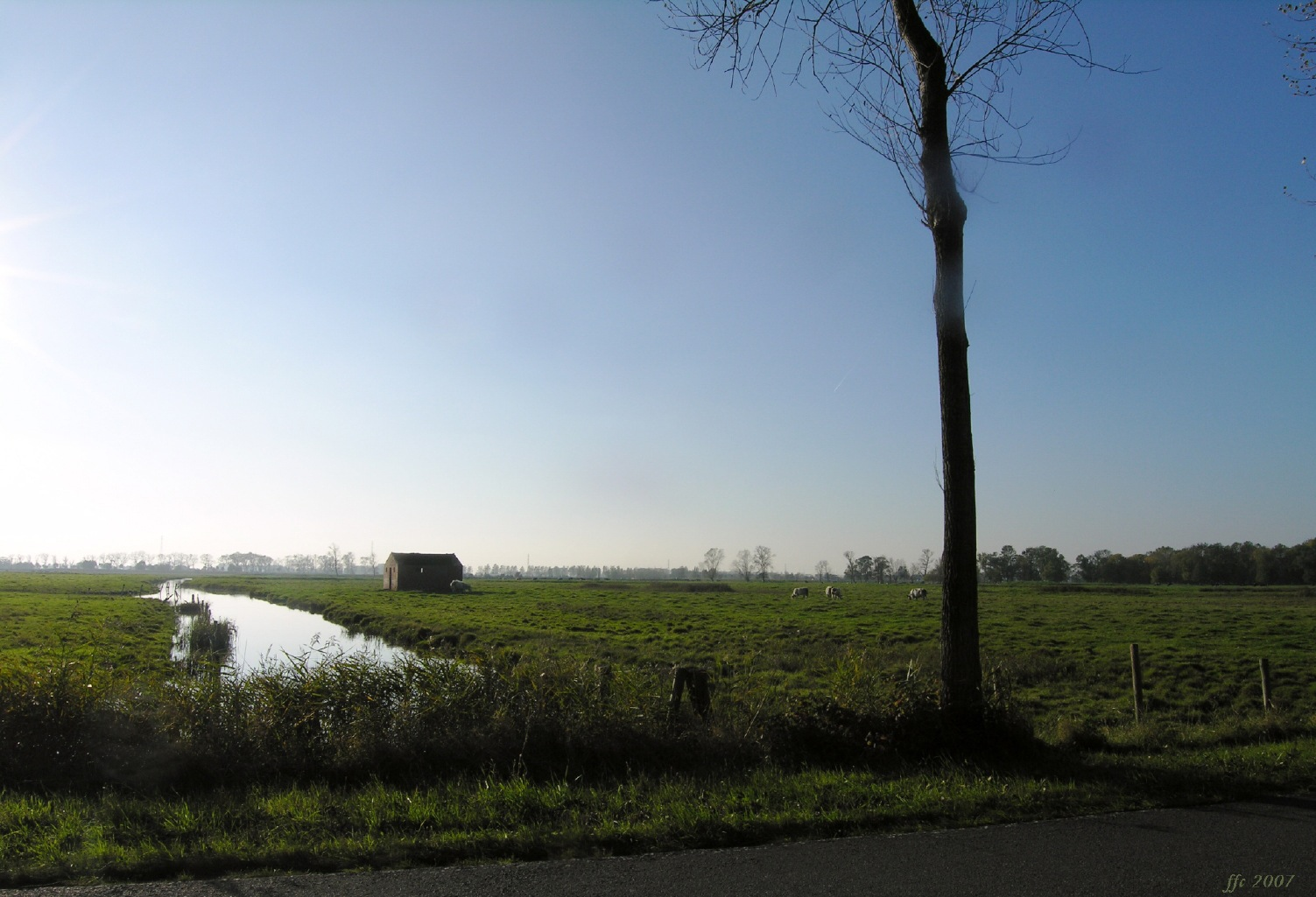
El paisatge típic d'un vell pòlder flamenc a Lissewege

Els primers pòlders a l'edat mitjana foren desenvolupats per monjos a la regió costanera del comtat de Flandes, al mar del Nord. Els benedictins van construir uns dics circulars, uns canals de drenatge o weterings, i un sistema de resclosa per tal de poder evacuar les aigües a la baixamar, ja que es tracta de terrenys que es troben sota el nivell de l'altamar. Les abadies de Ten Duinen a Koksijde i de Ter Doest a Lissewege van tenir un paper important en l'explotació de la zona alliberada després de la suposada transgressió de Duinkerke. L'explotació de la terra argilosa molt fèrtil va contribuir a la riquesa de les dues abadies.

## Pòlders als Països Baixos

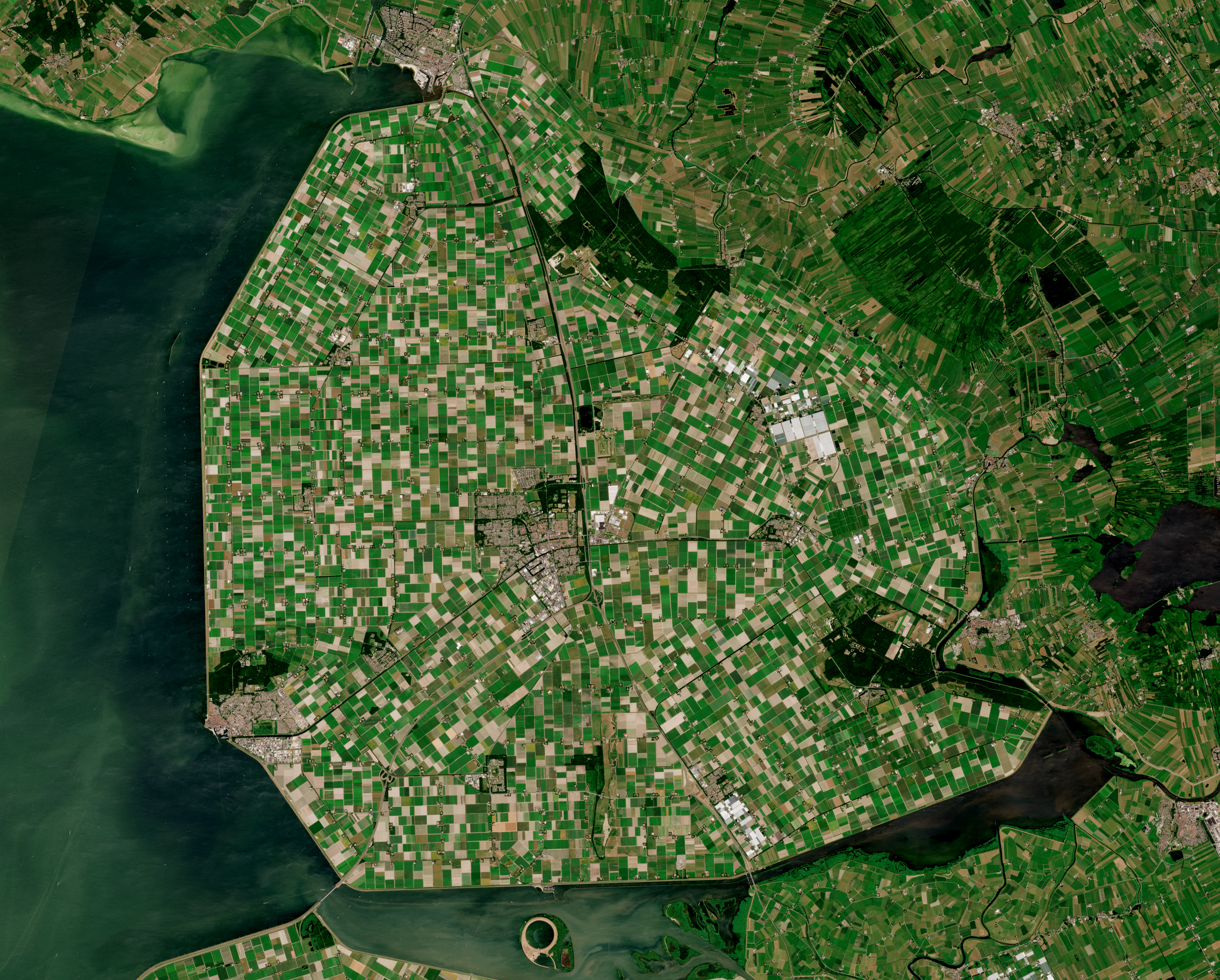
Imatge de satèl·lit del Noordoostpolder, als països Baixos (595.41 km²)

Els Països Baixos s’associen freqüentment als pòlders, ja que els seus enginyers es van fer notables pel desenvolupament de tècniques per drenar aiguamolls i fer-los útils per a l’agricultura i altres desenvolupaments. Ho il·lustra la dita "Déu va crear el món, però els holandesos van crear els Països Baixos".
Els holandesos tenen una llarga història de recuperació d'aiguamolls i maresmes, cosa que dona lloc a uns 3.000 pòlders a escala nacional. El 1961, aproximadament la meitat del territori del país, 18.000 quilòmetres quadrats, havia estat recuperada del mar. Aproximadament la meitat de la superfície total de pòlders al nord-oest d’Europa es troba als Països Baixos. Els primers terraplens d’Europa es van construir a l’època romana. Els primers pòlders es van construir al segle xi. El pòlder existent més antic és el pòlder Achtermeer, del 1533.
Al segle xvi, l'home de ciències i enginyer Simon Stevin va desenvolupar un mètode eficaç que permetia assecar terrenys més baixos. Va perfeccionar el cargol d'Arquimedes i dissenyar un molí especial que va permetre utilitzar el vent, un recurs gairebé inesgotable a les regions costaneres dels Països Baixos. Com que aquests molins només podien vèncer un desnivell d'aigua de més o menys 1,2 m, s'havia de construir una sèrie de tres o quatre molins que pujaven l'aigua a un canal cada vegada més alt fins a atènyer el canal principal (anomenat ringvaart o canal circular) a un nivell més alt que la baixamar. Aquestes sèries de molins eren típiques del paisatge dels Països Baixos però també a De Moeren, un pòlder tallat ulteriorment per la frontera entre els Països Baixos del sud i França.
Com a resultat de desastroses inundacions, es van crear les juntes d'aigua anomenades waterschap (quan es troben més a l'interior) o hoogheemraadschap (prop del mar, que s'utilitza principalment a la regió d'Holanda) per mantenir la integritat de les defenses de l'aigua al voltant dels pòlders, mantenir les vies d’aigua a l’interior d’un pòlder i controlar els diferents nivells d’aigua dins i fora del pòlder. Les juntes d’aigua celebren eleccions, cobren impostos i funcionen independentment d'altres organismes governamentals. La seva funció és bàsicament la mateixa encara avui. Són les institucions democràtiques més antigues del país. La necessària cooperació entre tots els rangs per mantenir la integritat del pòlder va donar nom a la versió holandesa de la política de tercera via: el model pòlder.
El desastre de les inundacions de 1953 va provocar un nou enfocament en el disseny de dics i altres estructures de retenció d’aigua, basat en una probabilitat acceptable de desbordament. El risc es defineix com el producte de la probabilitat i les conseqüències. Es comparen els danys potencials en la vida, la propietat i els costos de reconstrucció amb el cost potencial de les defenses contra l’aigua. A partir d'aquests càlculs es desprèn un risc acceptable d'inundació del mar d'una cada 4.000-10.000 anys, mentre que és d'una cada 100-2.500 anys per a una inundació del riu. La política establerta en particular orienta el govern holandès a millorar les defenses contra les inundacions a mesura que es disposa de noves dades sobre el nivell d’amenaces.
Els principals pòlders holandesos i els anys en què es van assecar inclouen Beemster (1609-1612), Schermer (1633-1635) i Haarlemmermeer (1852). Entre els pòlders creats com a part dels treballs de Zuiderzee s’inclouen Wieringermeer (1930), Noordoostpolder (1942) i Flevopolder (1956–1968).
En veure la quantitat de terres neerlandeses que es troben sota el nivell de mar, es comprèn fàcilment el lema no oficial dels Països Baixos: pompen of verzuipen (en català: "bombar o ofegar-se").

## Pòlders o closes a Catalunya
A l'Alt Empordà hi ha zones dessecades per l'home que s'han convertit en pòlders. Es coneixen amb el nom de "closes" o camps tancats. Són prats naturals limitats per canals de drenatge i tancats amb barreres de vegetació, generalment tamarius, que s'utilitzen per al pasturatge, i que formen un paisatge molt característic, com l'antic estany de Castelló d'Empúries drenat pel rec Madral. Moltes closes van transformar-se en camps de conreu. «La societat agrària tradicional va anar dessecant els estanys construint-hi una mena de pòlders utilitzats com a pastures i anomenats “closes" […] un ecosistema d'una gran biodiversitat. La intensificació agrària moderna ha propiciat la desaparició de més de la meitat de la superfície prèviament dedicada a pastures i closes, convertida ara en camps de conreu.»
Les closes van inspirar l'escriptora catalana Maria Àngels Anglada, que descriu en la seva novel·la Les Closes el poble de Vilamacolum i l'entorn, els aiguamolls de l'Empordà. A Vilafant es troba el nucli Closes d'en Clarà.

## Exemples d'altres pòlders

### Brasil
Diverses ciutats de la regió de la Vall del Paraíba (en l'estat de São Paulo) tenen pòlders en terrenys reclamats a les planes al·luvials entorn del riu Parauba do Sul.

### Bangladesh
Bangladesh compta amb 139 pòlders, dels quals 49 estan orientats al mar, mentre que la resta es troben al llarg dels nombrosos distributaris del delta del riu Ganges-Brahmaputra-Meghna. Es van construir a la dècada de 1960 per protegir la costa de les inundacions provocades per les marees i reduir la salinització. Redueixen les inundacions i els negaments a llarg termini després de les  marees de tempestat dels ciclons tropicals. També es cultiven per a l'agricultura.

### Bèlgica

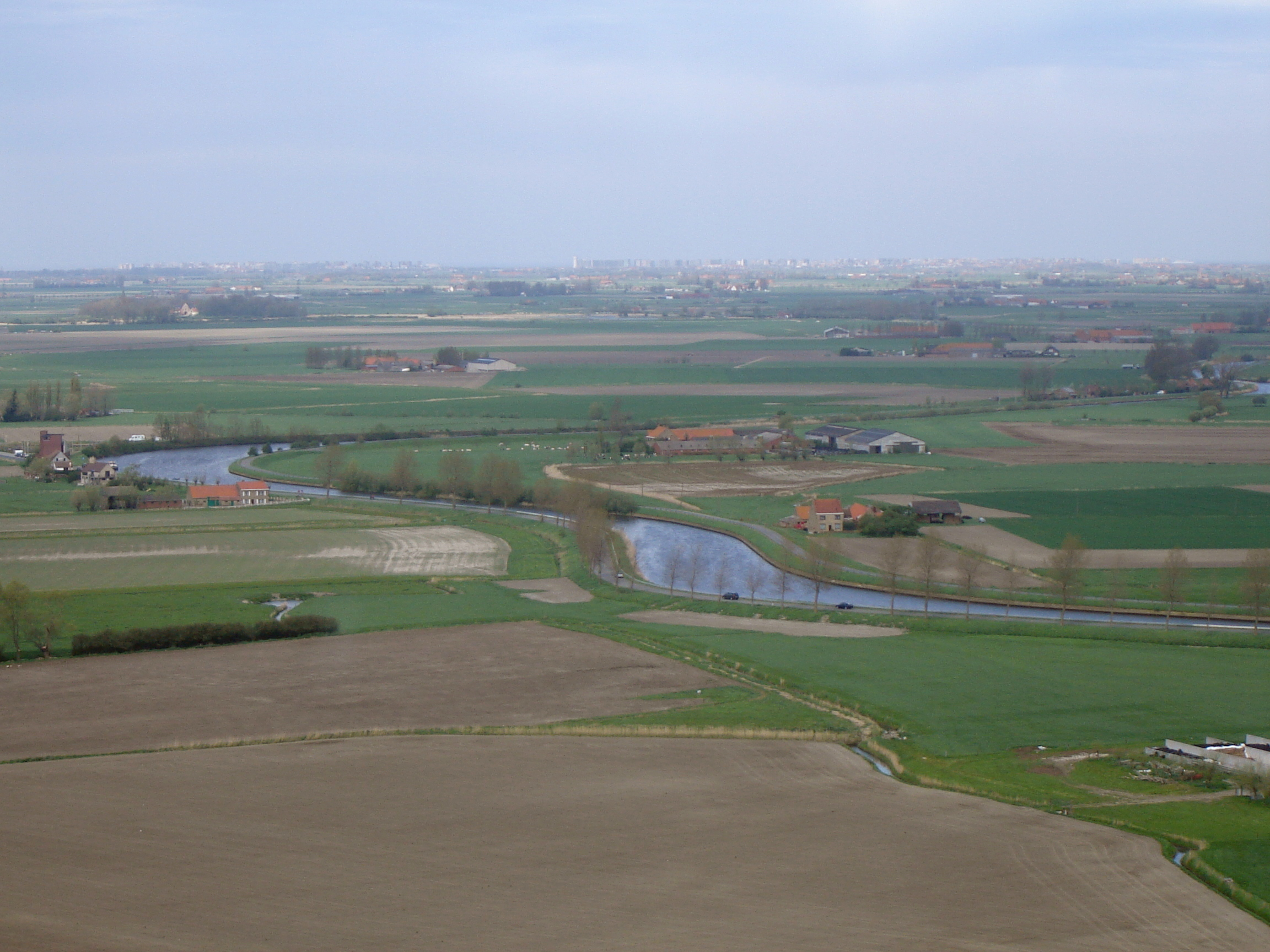
El riu IJzer i els pòlders de Flandes Occidental prop de Diksmuide

- De Moeren, prop de Veurne a Flandes Occidental
- Pòlders al llarg del riu Yser entre Nieuwpoort i Diksmuide
- Pòlders de Muisbroek i Ettenhoven, a Ekeren i Hoevenen
- Pòlder de Stabroek, a Stabroek
- Pòlder de Kabeljauw, a Zandvliet
- Scheldepolders, a la riba esquerra del l'Escalda
- Pòlders d'Uitkerkse, a prop de Blankenberge, a Flandes Occidental.
- Prosperpolder, prop de Doel, Anvers i Kieldrecht.

### Canadà
- Marismes de Tantramar
- Holland Marsh
- Reserva Ecològica de Pitt Polder
- Grand Pré, Nova Escòcia
- Conca de Mines

### Xina
- La ciutat de Kunshan compta amb més de 100 pòlders.[16]

#### Història
La regió de Jiangnan, al delta del riu Iang-Tsé, té una llarga història de construcció de pòlders. La majoria d'aquests projectes es van fer entre els segles X i XIII. El govern xinès també va ajudar les comunitats locals a construir dics per al drenatge de l'aigua dels pantans. El sistema d'autocontrol Lijia (里甲) de 110 llars sota un cap lizhang (里长) s'utilitzava per a l'administració de serveis i la recaptació d'impostos al pòlder, amb un liangzhang (粮长, cap del gra) responsable del manteniment del sistema daigua i un tangzhang (塘长, cap del dic）per al manteniment del pòlder.

### Dinamarca
- Filsø
- Lammefjorden

### Finlàndia
- Söderfjärden
- Munsmo
- Dos pòlders (3 km² en total) prop de Vassor a Korsholm

### França
- Marais Poitevin
- Les Moëres, adjacent al pòlder flamenc De Moeren a Bèlgica.
- Pòlders de Couesnon a prop Mont-Saint Michel a Normandia[20]

### Alemanya

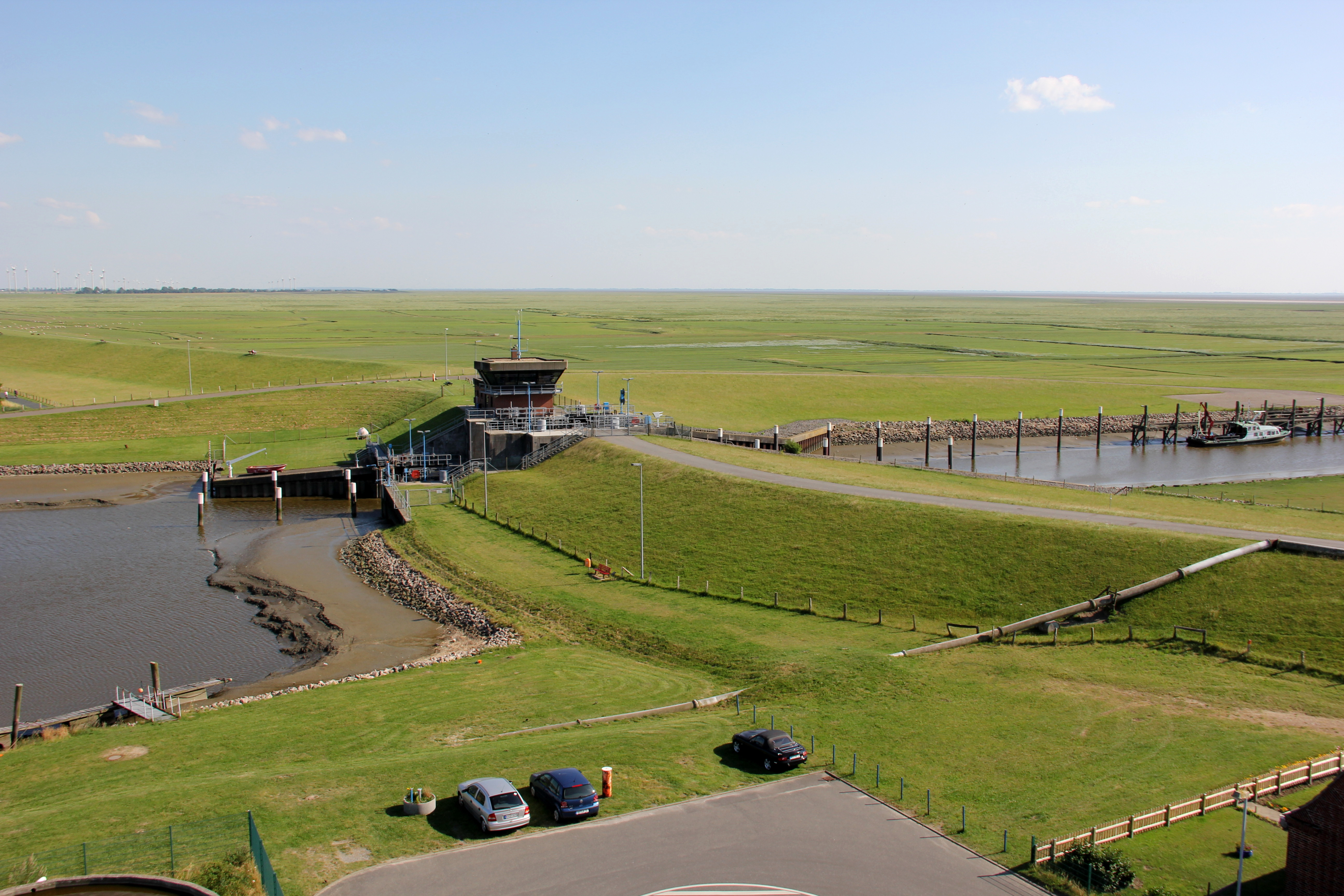
Friedrichskoog és un pòlder a Schleswig-Holstein

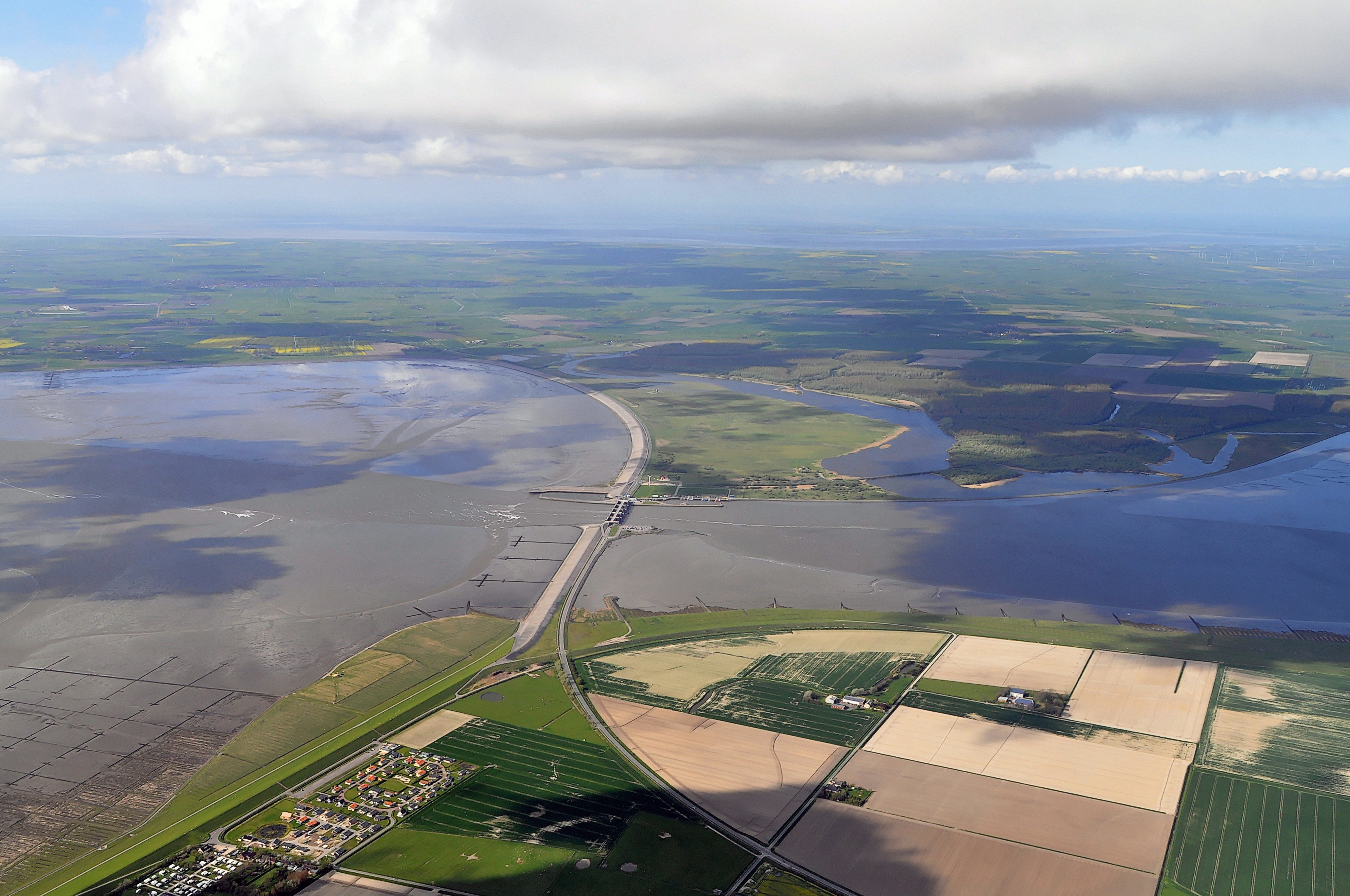
Wesselburenerkoog

A Alemanya, els terrenys guanyats al mar s'anomenen koog. El sistema alemany Deichgraf era similar a l'holandès i és àmpliament conegut per la novel·la de Theodor Storm Der Schimmelreiter. (El genet del cavall blanc)
- Altes Land, prop d'Hamburg
- Blockland i Hollerland, prop de Bremen
- Nordstrand (Alemania)
- Bormerkoog i Meggerkoog prop de Friedrichstadt
- 36 koogs al districte de Nordfriesland
- 12 koogs al districte de Dithmarschen

Al sud d'Alemanya, el terme pòlder s'utilitza per designar les conques de retenció recreades mitjançant l'obertura de dics durant la restauració de planes al·luvials fluvials, un significat una mica oposat al del context costaner.

### Guyana
- Black Bush Polder, Corentyne, Berbice.

### Índia
- Regió de Kuttanad, Kerala[21][22]

### Irlanda
- Lough Swilly, Co. Donegal. Prop de Inch Island i Newtowncunningham.[23]

### Itàlia
- Delta del riu Po, com Bonifica a la Vall del Mezzano

### Japó
- Al voltant del Mar d'Ariake a Kyushu, principalment a Saga, però també a les prefectures de Fukuoka i Kumamoto.

### Lituània
- Illa de Rusnė

### Països Baixos

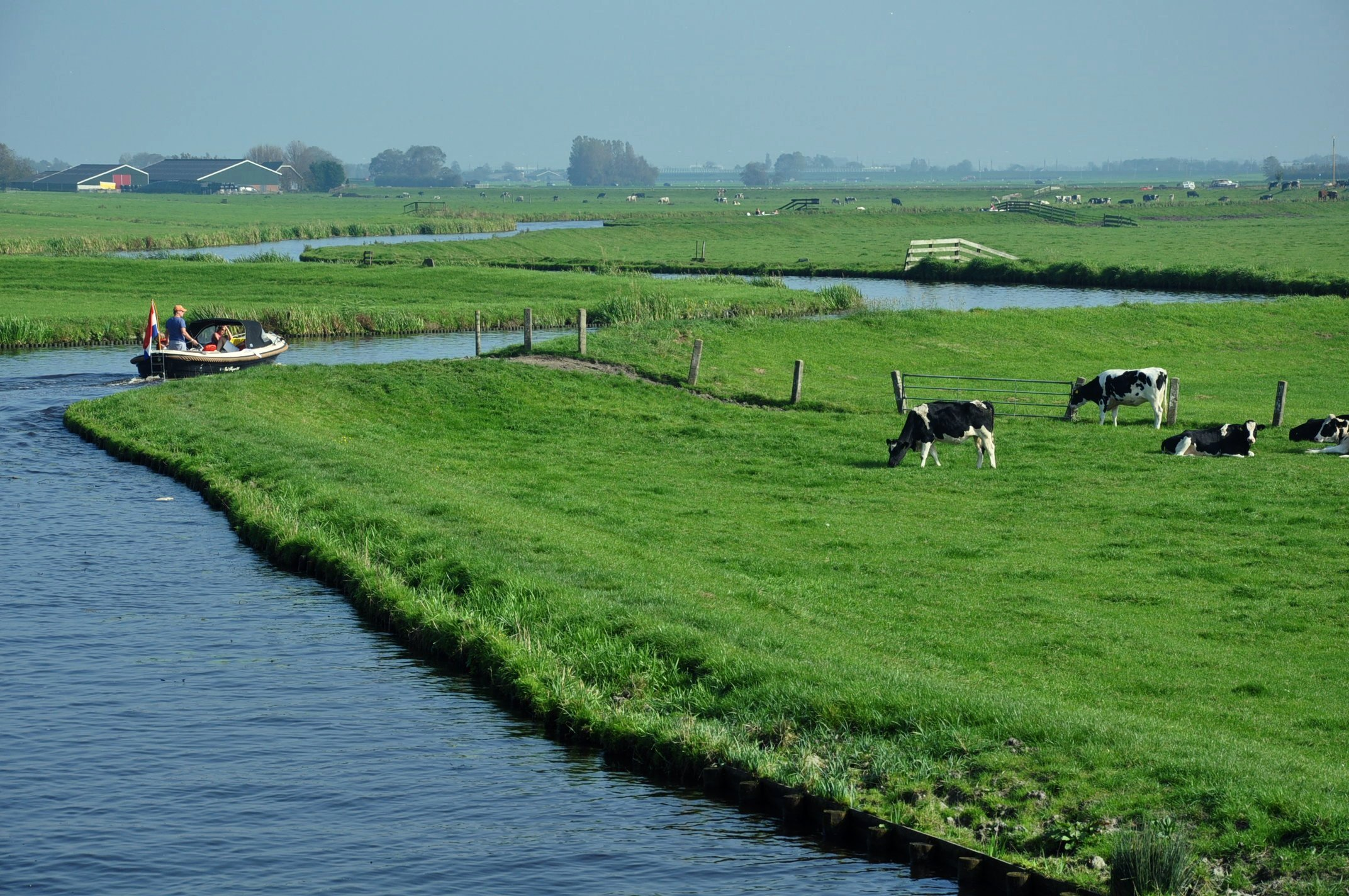
El serpentejant Stingsloot separa el Vrouw Vennepolder (esquerra) i el Rode Polder (dreta)

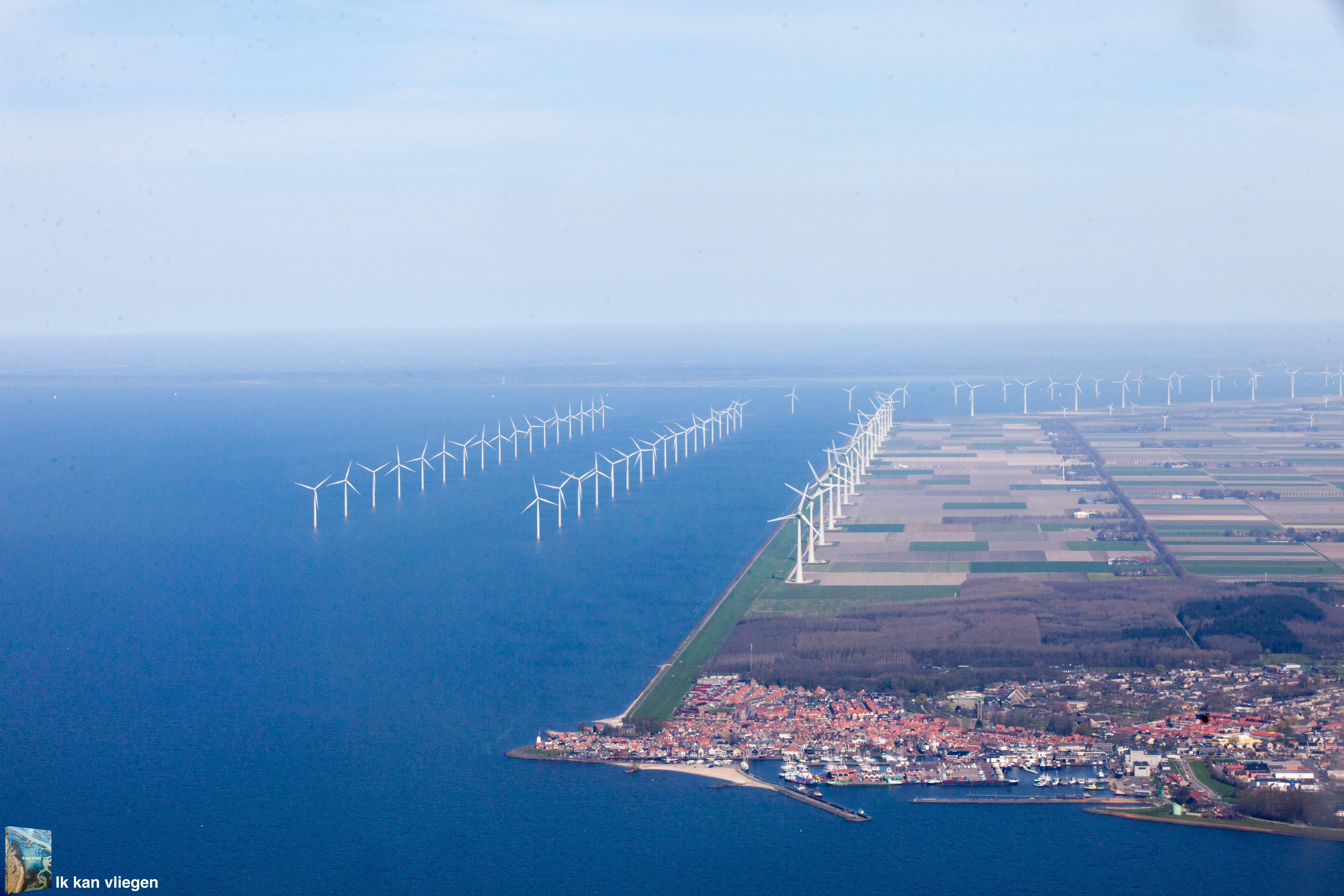
Granges eòliques al Noordoostpolder

- Achtermeer, el pòlder més antic, de 1533
- Alblasserwaard, que conté els molins de vent de Kinderdijk, declarat Patrimoni de la Humanitat
- Alkmaar
- Andijk
- Anna Paulownapolder
- Beemster, Patrimoni de la Humanitat
- Bijlmermeer
- Flevopolder, la major illa artificial del món, el pòlder més jove, l'última part del qual es va drenar el 1968
- 's-Gravesloot
- Haarlemmermeer, que conté l'aeroport de Schiphol
- Krimpenerwaard
- Lauwersmeer
- Mastenbroek
- Noordoostpolder
- Pòlder de Prins Alexander
- Purmer
- Schermer
- Watergraafsmeer
- Wieringermeer
- Wieringerwaard
- Wijdewormer
- Zestienhoven, seu de l'Aeroport de Róterdam l'Haia (Overschie), a la ciutat de Rotterdam.
- Zuidplaspolder, juntament amb Lammefjord a Dinamarca el punt més baix de la Unió Europea.

### Polònia
- Vístula delta a prop d'Elbląg i Nowy Dwór Gdański
- Warta delta prop de Kostrzyn nad Odrą

### Singapur
- Parts de Pulau Tekong

### Eslovènia
- El pòlder d'Ankaran/Ancarano (eslovè: Ankaranska bonifika), el de Semedela (Semedelska bonifika), i el Škocjan Polder (Škocjanska bonifika) en terrenys guanyats al mar al voltant de Koper/Capodistria.

### Corea del Sud
- Parts de la costa de l'illa de Ganghwa, adjacent al riu Han a Incheon
- Delta del riu Nakdong a Busan
- Saemangeum a la província de Jeolla del Nord

### Espanya
- Parts de Màlaga es van construir sobre terrenys guanyats al mar

### Regne Unit
- Traeth Mawr
- Sunk Island, a la riba nord de l'Humber a l'est de Hull
- Caldicot and Wentloog Levels al llarg del Severn Estuary al sud de Gal·les
- Parts de The Fens
  - Branston Island, al costat del riu Witham fora de la zona convencional dels fens però connectada a ells.
- Parts de la costa d'Essex
- Algunes terres al llarg del riu Plym a Plymouth
- Algunes terres al voltant de Meathop, a l'est de Grange-over-Sands, guanyades com a efecte secundari de la construcció d'un ferrocarril. Com a embankment
- Somerset Levels i North Somerset Levels
- Romney Marsh
- Sealand, Flintshire
- Humberhead Levels

### Estats Units
- Nova Orleans
- Delta del riu Sacramento - San Joaquín

## Galeria fotogràfica

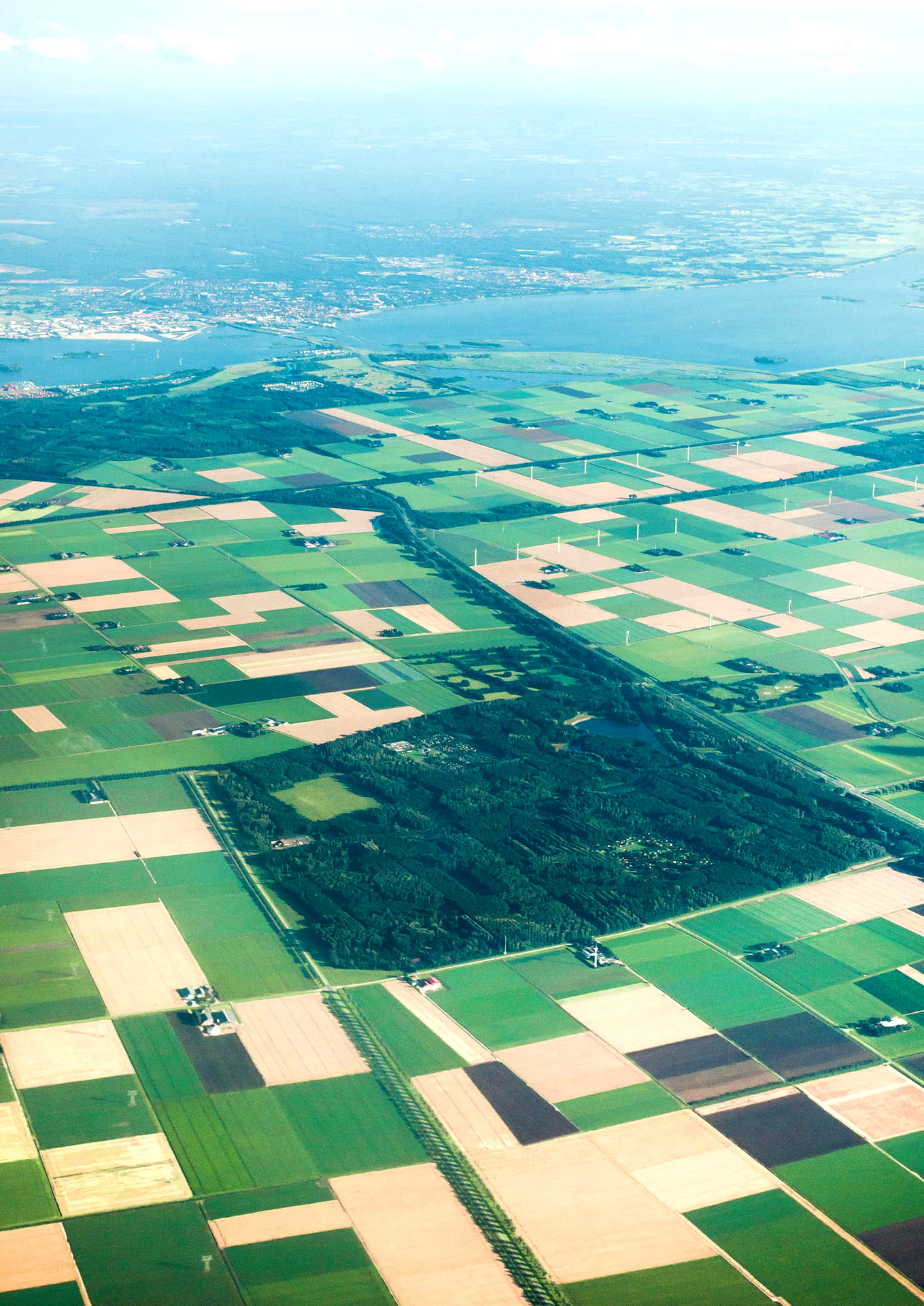
Vista aèria del Flevopolder, als Països Baixos
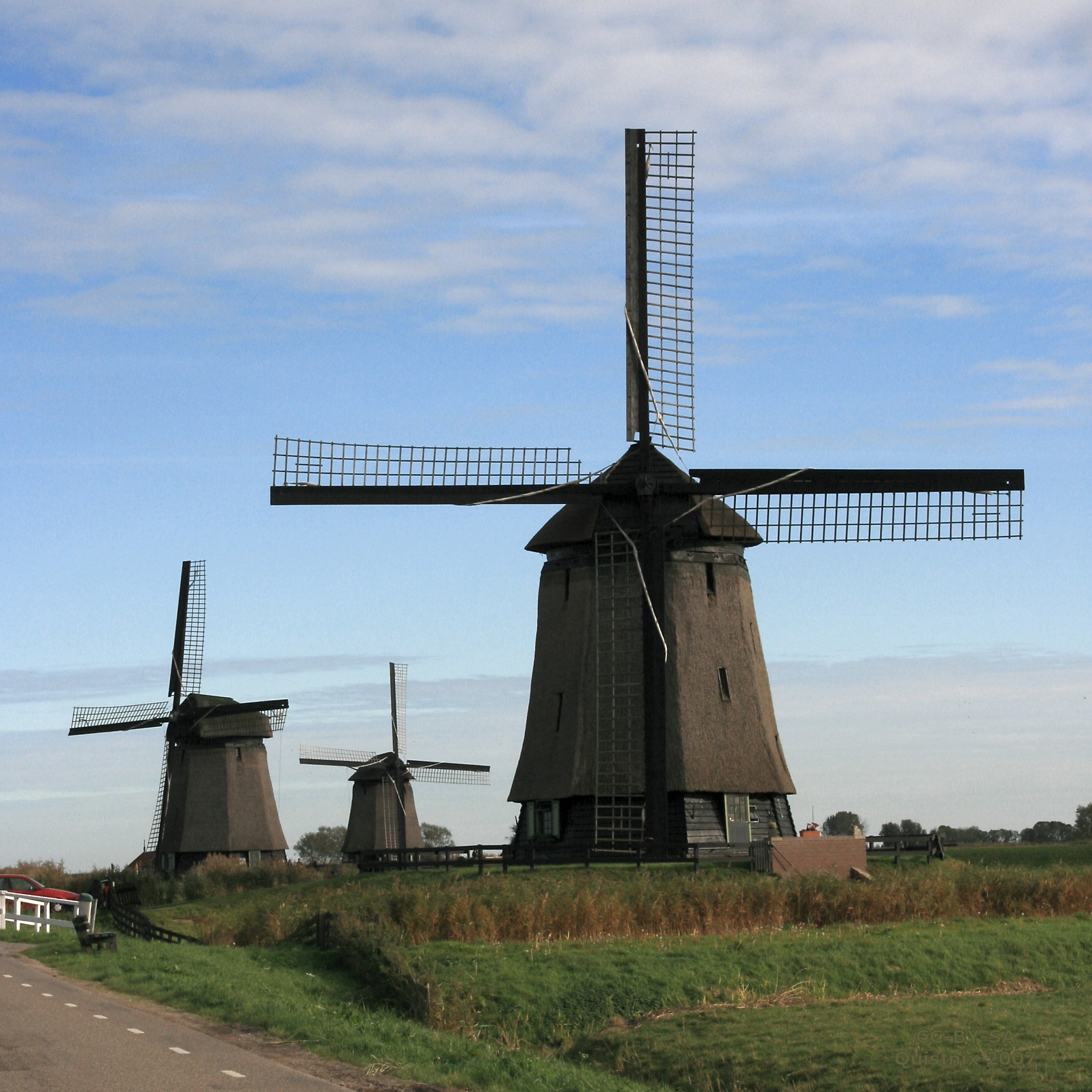
D'esquerra a dreta: molí superior, molí intermedi i molí inferior a Schermerhorn
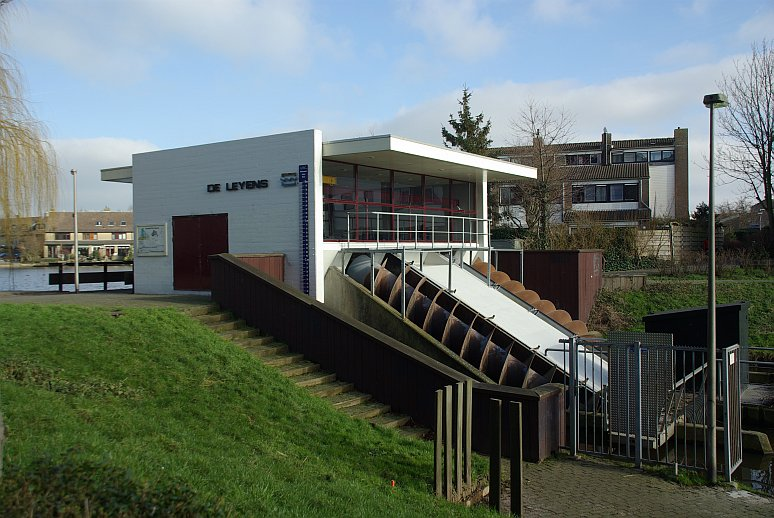
Estació de bombatge moderna a Zoetermeer
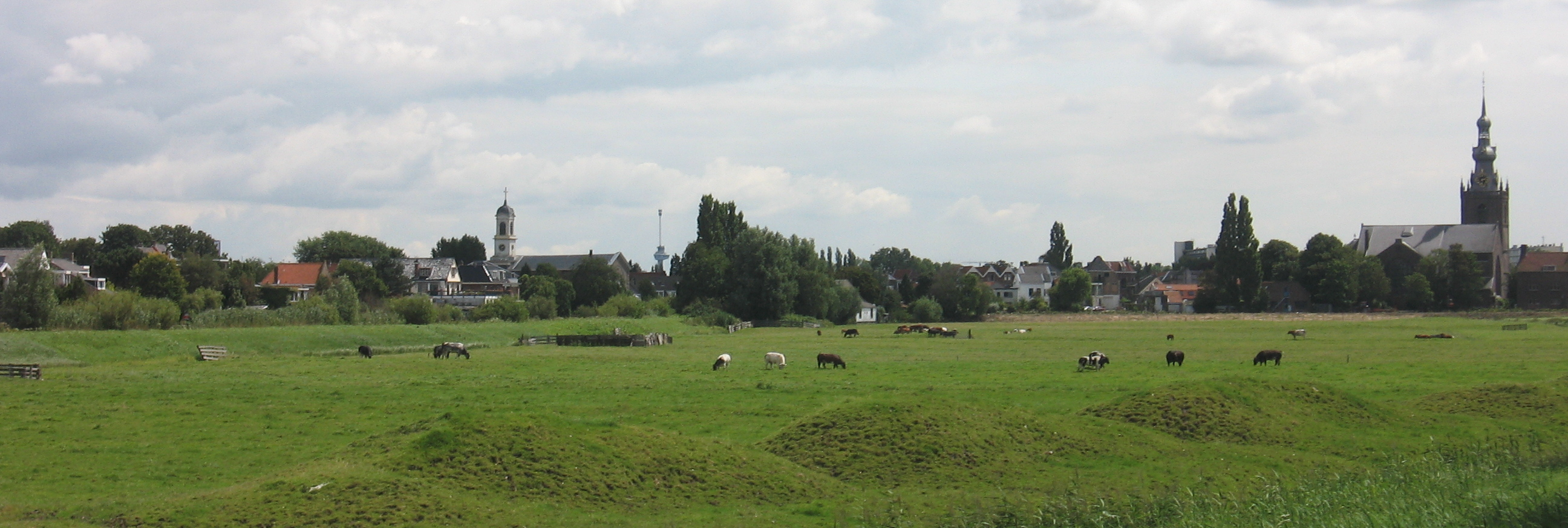
Ketelpòlder a Overschie
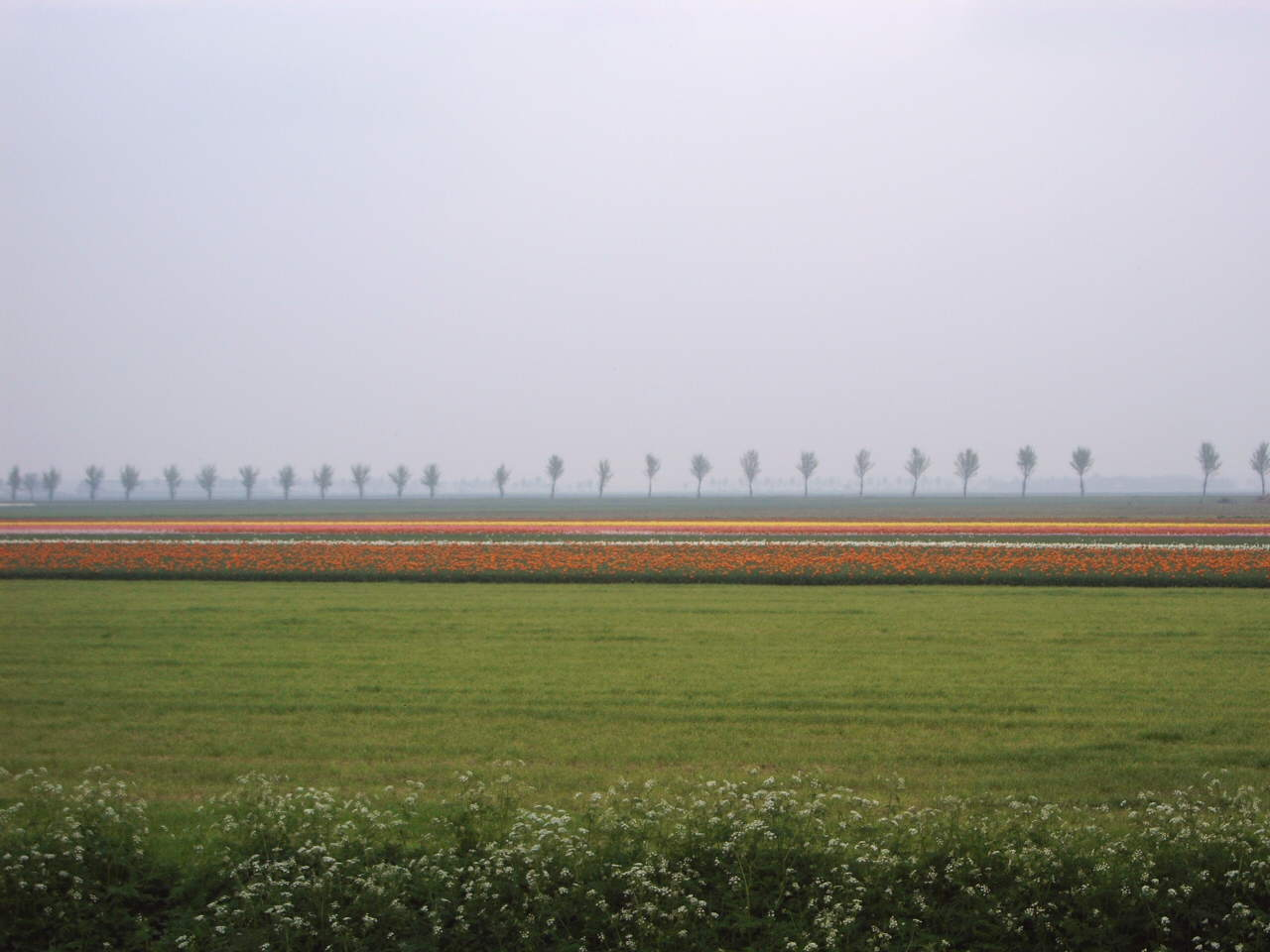
Pòlder ‘modern' del segle XX a Flevoland a l'antiga Zuiderzee
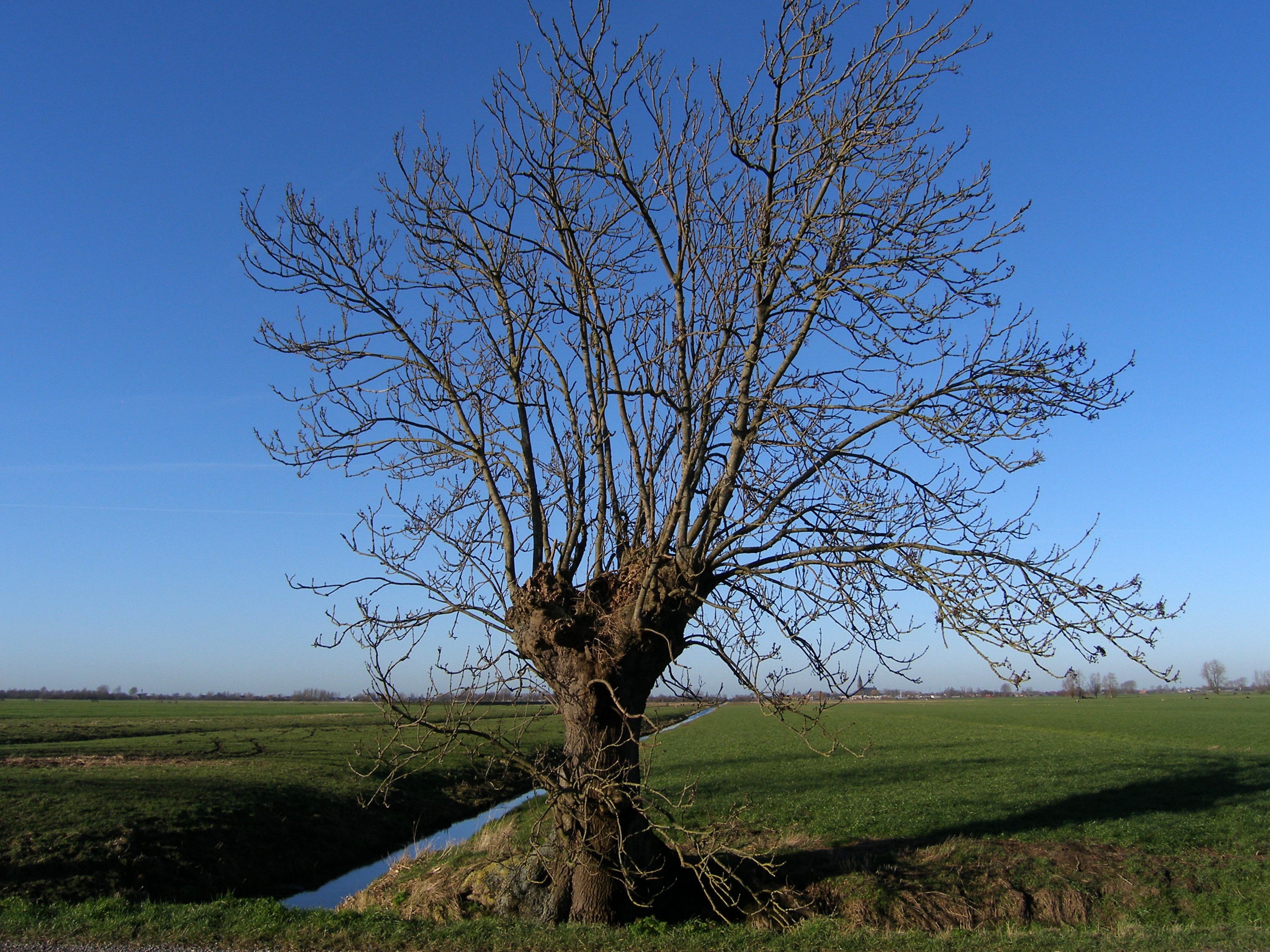
Salze coronadís al pòlder de Lopikerwaard